# Мауріціо Ланцаро
Мауріціо Ланцаро (італ. Maurizio Lanzaro; нар. 14 березня 1982, Авелліно) — італійський футболіст, що грав на позиції центрального захисника, у тому числі за молодіжну збірну Італії. По завершенні ігрової кар'єри — тренер. З 2022 року очолює тренерський штаб команди «Сереньо».

## Клубна кар'єра
Народився 14 березня 1982 року в Авелліно. Вихованець юнацьких команд місцевого «Авелліно» та столичної «Роми».
У дорослому футболі дебютував у складі головної команди «вовків» по ходу сезону 1998/99. Утім пробитися до основного складу однієї з найсильніших команд тогочасної Серії А у юнака шансів практично не було і протягом 2001—2004 він здобував ігрову практику граючи в оренді за «Верону», «Палермо», «Козенцу» та «Емполі».
Рівень гри, продемонстрований у ціх командах керівництво тренерського штабу «Роми» не вразив, і влітку 2004 року захисник залишив столичний клуб. Сезон 2004/05 він провів у друголіговій «Салернітані», після чого повернувся до виступів на рівні Серії А, уклавши контракт із «Реджиною». У цьому клубі був одним з основних центральних захисників команди протягом наступних п'яти сезонів, останній з яких вона, щопрада проводила у другому дивізіоні.
У вересні 2010 року 28-річний захисник перебрався до Іспанії, приєднавшись до команди «Реал Сарагоса». Спочатку мав там постійну ігрову практику у Ла-Лізі, але вже по ходу сезону 2012/13 практично не грав і по його завершенні команду полишив.
Згодом ротягом 2013—2016 років пограв на рівні другого і третього італійських дивізіонів за «Юве Стабія», «Салернітану» та «Фоджу», після чого ще протягом декількох років грав за нижчолігові команди Італії та Іспанії.

## Виступи за збірні
1998 року дебютував у складі юнацької збірної Італії (U-16), загалом на юнацькому рівні за команди різних вікових категорій взяв участь у 32 іграх, відзначившись одним забитим голом.
Протягом 2002—2003 років залучався до складу молодіжної збірної Італії і зіграв за неї 4 офіційні матчі.

## Кар'єра тренера
Завершивши виступи на полі залишився в Іспанії, де розпочав тренерську роботу. Упродовж 2018—2021 років тренував молодіжну команду «Расінг Сарагоса», після чого повернувся на батьківщину, увійшовши до тренерського штабу команди «Сереньо». 2022 року очолив тренерський штаб цього представника італійської Серії C.

## Статистика виступів

### Статистика клубних виступів
| Сезон                     | Команда                   | Чемпіонат                 | Чемпіонат | Чемпіонат | Національний кубок | Національний кубок | Національний кубок | Континентальні кубки | Континентальні кубки | Континентальні кубки | Інші змагання | Інші змагання | Інші змагання | Усього | Усього |
| Сезон                     | Команда                   | Ліга                      | Ігор      | Голів     | Ліга               | Ігор               | Голів              | Ліга                 | Ігор                 | Голів                | Ліга          | Ігор          | Голів         | Ігор   | Голів  |
| ------------------------- | ------------------------- | ------------------------- | --------- | --------- | ------------------ | ------------------ | ------------------ | -------------------- | -------------------- | -------------------- | ------------- | ------------- | ------------- | ------ | ------ |
| 1998–99                   | «Рома»                    | A                         | 1         | 0         | КІ                 | 0                  | 0                  | -                    | -                    | -                    | -             | -             | -             | 1      | 0      |
| 1999–00                   | «Рома»                    | A                         | 0         | 0         | КІ                 | 1                  | 0                  | -                    | -                    | -                    | -             | -             | -             | 1      | 0      |
| 2000-січ. 2001            | «Рома»                    | A                         | 0         | 0         | КІ                 | 0                  | 0                  | КУЄФА                | 1                    | 0                    | -             | -             | -             | 1      | 0      |
| Усього за «Рому»          | Усього за «Рому»          | Усього за «Рому»          | 1         | 0         |                    | 1                  | 0                  |                      | 1                    | 0                    |               | -             | -             | 3      | 0      |
| січ.-черв. 2001           | «Верона»                  | A                         | 4         | 0         | КІ                 | -                  | -                  | -                    | -                    | -                    | -             | -             | -             | 4      | 0      |
| 2001–02                   | «Палермо»                 | B                         | 14        | 0         | КІ                 | 1                  | 0                  | -                    | -                    | -                    | -             | -             | -             | 15     | 0      |
| 2002–03                   | «Козенца»                 | B                         | 27        | 0         | КІ                 | 2                  | 0                  | -                    | -                    | -                    | -             | -             | -             | 29     | 0      |
| 2003–04                   | «Емполі»                  | A                         | 8         | 0         | КІ                 | 2                  | 0                  | -                    | -                    | -                    | -             | -             | -             | 10     | 0      |
| 2004–05                   | «Салернітана»             | B                         | 34        | 1         | КІ                 | 2                  | 0                  | -                    | -                    | -                    | -             | -             | -             | 36     | 1      |
| 2005–06                   | «Реджина»                 | A                         | 21        | 0         | КІ                 | -                  | -                  | -                    | -                    | -                    | -             | -             | -             | 21     | 0      |
| 2006–07                   | «Реджина»                 | A                         | 32        | 0         | КІ                 | 3                  | 0                  | -                    | -                    | -                    | -             | -             | -             | 35     | 0      |
| 2007–08                   | «Реджина»                 | A                         | 33        | 0         | КІ                 | 1                  | 0                  | -                    | -                    | -                    | -             | -             | -             | 34     | 0      |
| 2008–09                   | «Реджина»                 | A                         | 28        | 0         | КІ                 | 2                  | 0                  | -                    | -                    | -                    | -             | -             | -             | 30     | 0      |
| 2009–10                   | «Реджина»                 | B                         | 32        | 2         | КІ                 | 2                  | 0                  | -                    | -                    | -                    | -             | -             | -             | 34     | 2      |
| Усього за «Реджину»       | Усього за «Реджину»       | Усього за «Реджину»       | 146       | 2         |                    | 8                  | 0                  |                      | -                    | -                    |               | -             | -             | 154    | 2      |
| вер. 2010–11              | «Реал Сарагоса»           | ПД                        | 17        | 1         | КІ                 | 1                  | 0                  | -                    | -                    | -                    | -             | -             | -             | 18     | 1      |
| 2011–12                   | «Реал Сарагоса»           | ПД                        | 25        | 1         | КІ                 | 1                  | 0                  | -                    | -                    | -                    | -             | -             | -             | 26     | 1      |
| 2012–13                   | «Реал Сарагоса»           | ПД                        | 1         | 0         | КІ                 | 1                  | 0                  | -                    | -                    | -                    | -             | -             | -             | 2      | 0      |
| Усього за «Реал Сарагоса» | Усього за «Реал Сарагоса» | Усього за «Реал Сарагоса» | 43        | 2         |                    | 3                  | 0                  |                      | -                    | -                    |               | -             | -             | 46     | 2      |
| 2013–14                   | «Юве Стабія»              | B                         | 23        | 3         | КІ                 | -                  | -                  | -                    | -                    | -                    | -             | -             | -             | 23     | 3      |
| 2014–15                   | «Салернітана»             | ЛП                        | 33        | 0         | КІ+КІ-ЛП           | 2                  | 1                  | -                    | -                    | -                    | СЛП           | 1             | 1             | 36     | 2      |
| 2015-січ. 2016            | «Салернітана»             | B                         | 17        | 0         | КІ                 | 3                  | 0                  | -                    | -                    | -                    | -             | -             | -             | 20     | 0      |
| Усього за «Салернітану»   | Усього за «Салернітану»   | Усього за «Салернітану»   | 50        | 0         |                    | 5                  | 1                  |                      | -                    | -                    |               | 1             | 1             | 56     | 2      |
| січ.-черв. 2016           | «Фоджа»                   | ЛП                        | 5         | 0         | КІ+КІ-ЛП           | 0                  | 0                  | -                    | -                    | -                    | -             | -             | -             | 5      | 0      |
| Усього за кар'єру         | Усього за кар'єру         | Усього за кар'єру         | 312       | 8         |                    | 20                 | 0                  |                      | 1                    | 0                    |               | 1             | 1             | 334    | 9      |

## Титули і досягнення
- Чемпіон Італії (1):

«Рома»: 2000–2001